# Husarstallet, Örebro

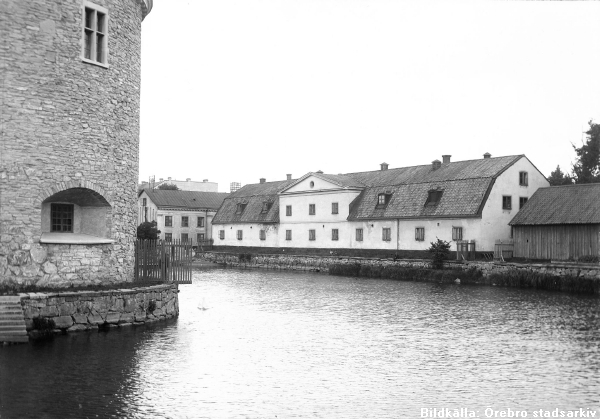
Husarstallet i Örebro omkring 1908. Örebro slott till vänster.

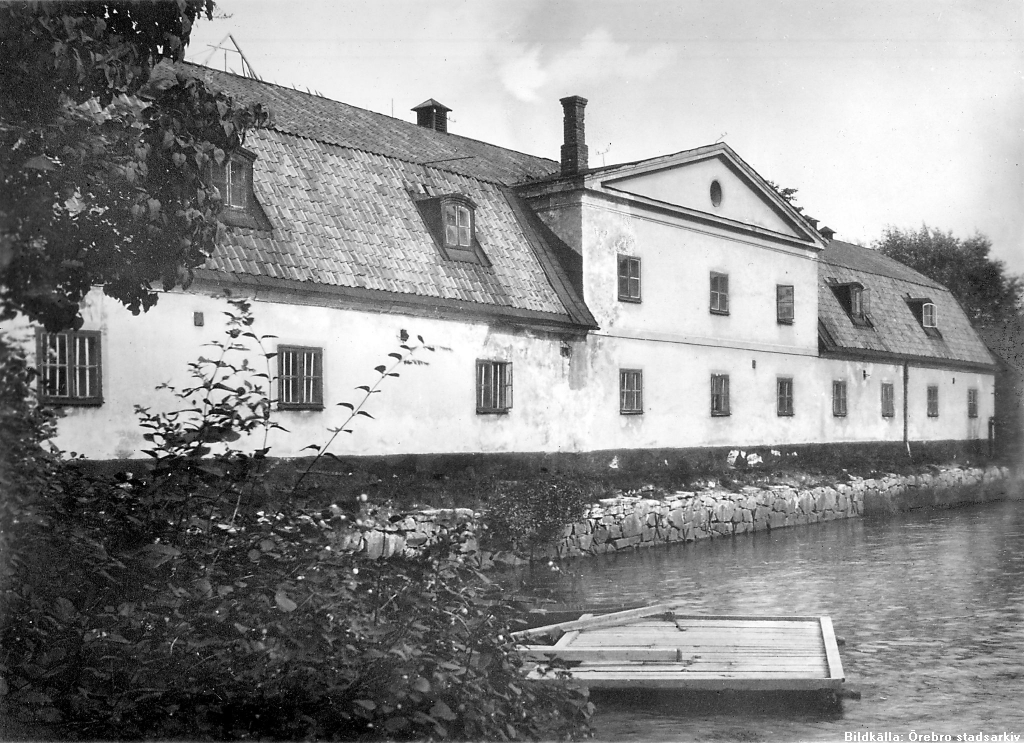
Husarstallet i Örebro någon gång före 1912.

Husarstallet var en byggnad i centrala Örebro, belägen där Henry Allards park (tidigare Centralparken) ligger idag.
Huset byggdes år 1777 som ett kronobränneri. Det nedlades redan tio år senare, 1787. Fram till 1835 användes huset som kronomagasin. Under riksdagarna 1810 och 1812 hade ridderskapet och adeln här sin samlingsplats.
År 1835 togs huset i besittning av Livregementets husarer (K 3), under Örebrotiden även kallat Närkes husarer. I bottenvåningen fanns stallet och i övervåningen logerades ett 100-tal husarer. Övervåningen användes även som matsal, lektionssal och gymnastiksal. En av officerarna vid regementet var prins Eugen, som omnämner tiden i Örebro i sina memoarer Ungdomsminnen från Närke.
Livregementets husarer flyttade 1905 till Skövde. År 1912 revs husarstallet för att ge plats åt en ny stadsbild, innefattande Centralparken och Centralpalatset.